# Loch Lomond, Thunder Bay District
Loch Lomond är en sjö i Kanada.   Den ligger i provinsen Ontario, i den sydöstra delen av landet, 1 100 km väster om huvudstaden Ottawa. Loch Lomond ligger 283 meter över havet. Arean är 16,2 kvadratkilometer. Den sträcker sig 8,4 kilometer i nord-sydlig riktning, och 8,6 kilometer i öst-västlig riktning.
I omgivningarna runt Loch Lomond växer i huvudsak blandskog.